# Bitka pri Saint-Pierru
Bitka pri Saint-Pierru je bil vojašk spopad 25. marca 1776 blizu quebeškega naselja Saint-Pierre, južno od mesta Quebec. Ta spopad, ki se je zgodila med obleganjem Quebeca s strani Kontinentalne vojske po njenem porazu v bitki pri Quebecu, je potekala med silami, ki so bile v veliki meri sestavljene iz kanadske milice, vključno s posamezniki na obeh straneh konflikta, ki so bili rekrutirani v istih skupnostih. Patriotske sile so premagale lojalistične sile, pri čemer so ubile vsaj 3 in zajele več kot 30 mož.

## Ozadje
Na začetku ameriške revolucionarne vojne je Drugi kontinentalni kongres povabil državljane province Quebec, da se jim pridružijo, najprej z naslavljanjem pisem nanje, nato pa z invazijo na provinco z namenom izgona britanske vlade generala Guya Carletona. Invazija je dosegla vrhunec 31. decembra 1775, ko je bila Kontinentalna vojska pod poveljstvom generala Richarda Montgomeryja poražena pred vrati mesta Quebec. Bitka je povzročila Montgomeryjevo smrt in zajetje več kot 400 mož.
Po porazu so ostanki vojske, zdaj pod poveljstvom generala Benedicta Arnolda, oblegali mesto. V tem času so si prizadevali rekrutirati francosko govoreče Kanadčane, da bi podprli njihova prizadevanja za neodvisnost, medtem ko sta Carleton in Britanci delala na izgradnji lojalistične podpore med Kanadčani.

## Rekrutiranje lojalistične milice
Zgodaj zjutraj 14. marca 1776 je Jean-Baptiste Chasson, kanadski mlinar iz Saint-Vallierja, prečkal reko Svetega Lovrenca s kanujem in dosegel mesto Quebec. Generalu Carletonu je prinesel novico, da Američani postavljajo topniško baterijo v Pointe-Lévisu, na južnem bregu reke, nasproti mesta. Ta baterija bi nadzorovala mestno pristanišče in ladijski promet na reki. Chasson je Carletonu tudi povedal, da so se ljudje južno od mesta pripravljeni upreti Američanom.
Carleton je Chassonu dal navodila, ki jih je moral dostaviti Louisu Liénardu de Beaujeuju, seigneurju Isle-aux-Grues (Žerjavji otok), otoka v Svetem Lovrencu in človeku s prejšnjimi vojaškimi izkušnjami v francoski in indijanski vojni. Navodila so vključevala prestrežene komunikacije od Arnolda, ki so opisovale težke razmere v obleganem taboru in amnestijo za ljudi, ki so prej podpirali Američane, zdaj pa so bili pripravljeni pomagati Britancem. Beaujeu, ki je bil prej pozvan, naj zbere milico v podporo Britancem, se je lotil zbiranja sil za napad na nedokončano baterijo v Pointe-Lévisu. Do 23. marca je zbral več kot 100 mož v Sainte-Anne-de-la-Pocatière. Ko je ta sila dosegla Saint-Thomas v noči na 24. marec, se ji je tam pridružilo še 70 mož. Predhodnica te sile, ki je štela 46 mož, je bila poslana v Saint-Pierre pod poveljstvom Couillarda in Gaspéja, kjer so ustvarili bazo v hiši Michela Blaisa, lojalista in nekdanjega poveljnika lokalne milice.

## Američani opozorjeni
Prebivalci iz Beaumonta v Quebecu, prijateljski do Američanov, so obvestili poveljnika v Pointe-Lévisu o dejavnosti novačenja. V odgovor je general Arnold poslal odred 80 Američanov pod Johnom Duboisom, da rešijo situacijo. Pierre Ayotte in Clément Gosselin, nabornika, ki sta delala za Mosesa Hazena, poveljnika 2. kanadskega polka, sta zbrala približno 150 mož, ki so se pridružili Američanom. Te sile so se odpravile po južni obali, da bi preiskale poročila. Nekateri od teh nabornikov so bili iz istih vasi, iz katerih je Beaujeu novačil moške. Majhna skupina milice iz Beaumonta je odšla v Saint-Michel in aretirala Chassona, ki se je nameraval vrniti v mesto.

## Spopad
Predhodnico lojalistov je presenetil prihod patriotskih sil v Saint-Pierru in so se zabarikadirali v hiši, kjer so jih napadli Duboisovi možje z mušketami in topovi. Medtem, ko je nekaj mož pobegnilo, se je večina predala, trije pa so bili ubiti. Njihov duhovnik, Charles-François Bailly de Messein, je bil v tej bitki ranjen. Pravijo, da so se, ker sta obe strani novačili na istih območjih za popolnitev svojih milic, v tej bitki borile nekatere družine, katerih člani so se borili drug proti drugemu.

## Posledice
Beaujeu, čigar načrti so bili razkriti, je razpustil milico in se skril na Île-aux-Grues. Ko je Dubois ugotovil, da je dejanje odobrila Britanija, so bili nekateri zaporniki izpuščeni, potem ko so obljubili, da ne bodo več prijeli za orožje. Preostalih 21 zapornikov je bilo poslanih v ameriški tabor zunaj Quebeca.
Sam spopad ni imel opaznega vpliva na odnose med ljudmi in okupacijskimi Američani, ki so se že slabšali, ko se je obleganje vleklo. To je bilo deloma posledica dejstva, da so Američani, namesto da bi plačevali za svoje zaloge v kovancih, plačevali s kontinentalno papirnato valuto ali menicami, ki so jih domačini imeli za malo vredne.

## Navedbe
1. 1 2 3 4  Lanctot, str. 132
2. 1 2  Lanctot, p. 131
3. 1 2  Baby, p. 131
4. ↑  J. Roy, p. 61
5. ↑  Blais
6. 1 2 3  Lanctot, str. 131–132
7. ↑  Dufour
8. ↑  Baby, str. 71
9. ↑  J. Roy, str. 62
10. ↑  Ruddy
11. ↑  Lanctot, str. 125, 133–134